# これが私の生きる道
「これが私の生きる道」（これがわたしのいきるみち）は、1996年10月7日にエピックレコードジャパンから発売された、PUFFYの2ndシングル。

## 解説
デビュー作「アジアの純真」がロングヒットする中で発売された2ndシングル。前作から引き続き奥田民生がプロデュースを担当。本作以降もPUFFYのプロデュースに関わることとなる。前作は井上陽水との共作であったが、本作は奥田の単独製作となる。
タイトルは植木等・ハナ肇とクレージーキャッツの「これが男の生きる道」のパロディ。資生堂『ティセラ』CMソングとなりヒット。
発売週のオリコンシングルチャートでは、グループ初の1位を獲得し、3週連続1位をキープした。本作含め以降3作連続でシングルチャート1位を獲得する。
2008年11月現在PUFFYのシングルとしては最大の売上であり、2作連続でミリオンセラーを記録した。累計売上は156.6万枚（オリコン調べ）。
また、翌1997年春開催の、選抜高等学校野球大会入場行進曲としても採用された。
2002年から2011年までNHKで放送されたドキュメンタリー番組『百歳バンザイ!』の主題歌に採用された。
2015年秋に公開の映画『内村さまぁ〜ず THE MOVIE エンジェル』の主題歌に採用された。
2016年に放送されたTVアニメ『ReLIFE』第5話のエンディングテーマにも採用された。
テレビアニメでもしばしば使用されることもあり、『こちら葛飾区亀有公園前派出所』の169話「旅まかせ温泉ツアー」にて、大原部長（声：佐山陽規）と屯田署長（声：江角英明）が歌うシーンがあった。『あたしンち』の第4話「帰ってきなさいっ」にてテディベア研究会のメンバー達が、本曲の替え歌を歌うシーンがあった。
2019年2月からは、リクナビ2020のTVコマーシャル内で、女優平祐奈らが本曲をカバーしている。
また、2019年4月19日より公開中の『劇場版響け!ユーフォニアム 〜誓いのフィナーレ〜』では吹奏楽アレンジされたバージョンをOPテーマとして使用している。
2019年10月18日放送の『モノシリーのとっておき 最強チャレンジ映像祭2時間SP』内のZOZOTOWNのCM「ZOZO歌謡祭」にて、PUFFYが替え歌を披露した。
2019年12月31日に日本テレビで放送された『ダウンタウンのガキの使いやあらへんで大晦日SP 絶対に笑ってはいけない青春ハイスクール24時!』内のエンディングにて、PUFFY本人により本企画内の内容に沿った替え歌でリテイクされた。

## 収録曲
1. これが私の生きる道 [3:25]
作詞・作曲・編曲：奥田民生
  - NHK『百歳バンザイ!』（広島局制作）のテーマ曲としても使用されている。作者である奥田が敬愛するビートルズへのオマージュとして、「デイ・トリッパー」のギターリフに似たフレーズを間奏に入れたのをはじめとし、全編を通して初期のビートルズを思わせるサウンドで仕上げられている。
2. 雪が降る町 [4:59]
作詞・作曲：奥田民生、編曲：笹路正徳
  - ユニコーンが1993年に発表したシングル曲のカヴァー。
3. これが私の生きる道（ステレオ・カラオケ） [3:28]
  - タイトル曲のインスト版であるが、こちらはステレオ音源である。また、曲の頭に二人による「ワン・トゥー・スリー・フォー」のカウントが入っている。
  - ドラムス、ベース、ギロが左チャンネル、ギター、タンバリン、奥田のコーラス、キーボードが右チャンネルにミックスれており、ビートルズ活動時に行われていた左右で聞こえる楽器が違うステレオミックスの手法を用いている。
4. 雪が降る町（オリジナル・カラオケ） [4:52]

## 演奏
- PUFFY：ボーカル
- 奥田民生：ギター、ハーモニー、コーラス
- 古田たかし：ドラムス
- 長田進：ギター、ブルースハープ
- 根岸孝旨：ベース、ハーモニー
- 斎藤有太：キーボード

## 収録アルバム
- JET CD (#1)
- The Very Best of Puffy / amiyumi jet fever (#1)
- Hit&Fun (#1)
- MD2000 〜ReLIFE Ending Songs〜 (#1)
- PUFFY karaoke PLAYLIST (#3)　配信アルバム

## その他
- 歌詞を北京語に翻訳した「這是我的生存之道」が1998年の『JET CD』のアジア（香港・台湾）輸出盤にボーナス・トラックとして収録され、日本盤では2000年のアルバム『The Very Best of Puffy』に収録された。
- 『ティセラ』のCMでは吉村由美が大貫亜美の頬にキスをするシーンがあるが、撮影時には唇にキスをするカットも撮っていた(OAはされず)。由美は内心嫌がっていたが、反対に亜美はキスをされるたびに喜んでいた。(『LOVE LOVE あいしてる』1996年12月14日放送分)
- 2003年1月1日放送の『思い出の曲全て見せます ベストソング200+3』（テレビ朝日）、7年後の2010年11月19日放送の『A-Studio』（TBS）で共に大貫亜美はいまだに振り付けを覚えていないと語った。
- 広瀬すずが「ずっと聴いてる曲」「デビュー当時に女優がどんどんイヤになっていた時も支えてくれた曲」として挙げている[5]。

## カバー
これが私の生きる道
- 美吉田月 - 2010年発売のアルバム『Ska Flavor#3』に収録。
- 白崎イリス（CV:雨宮天）& 瀬良ミズキ（CV:小澤亜李） - 2015年12月23日発売のテレビアニメ『Classroom☆Crisis』BD / DVD第3巻特典CDに収録。
- 錦木千束（声：安済知佳） & 井ノ上たきな（声：若山詩音） - 2023年1月25日発売のテレビアニメ『リコリス・リコイル』BD / DVD第5巻特典CDに収録。